# Léonore Porchet

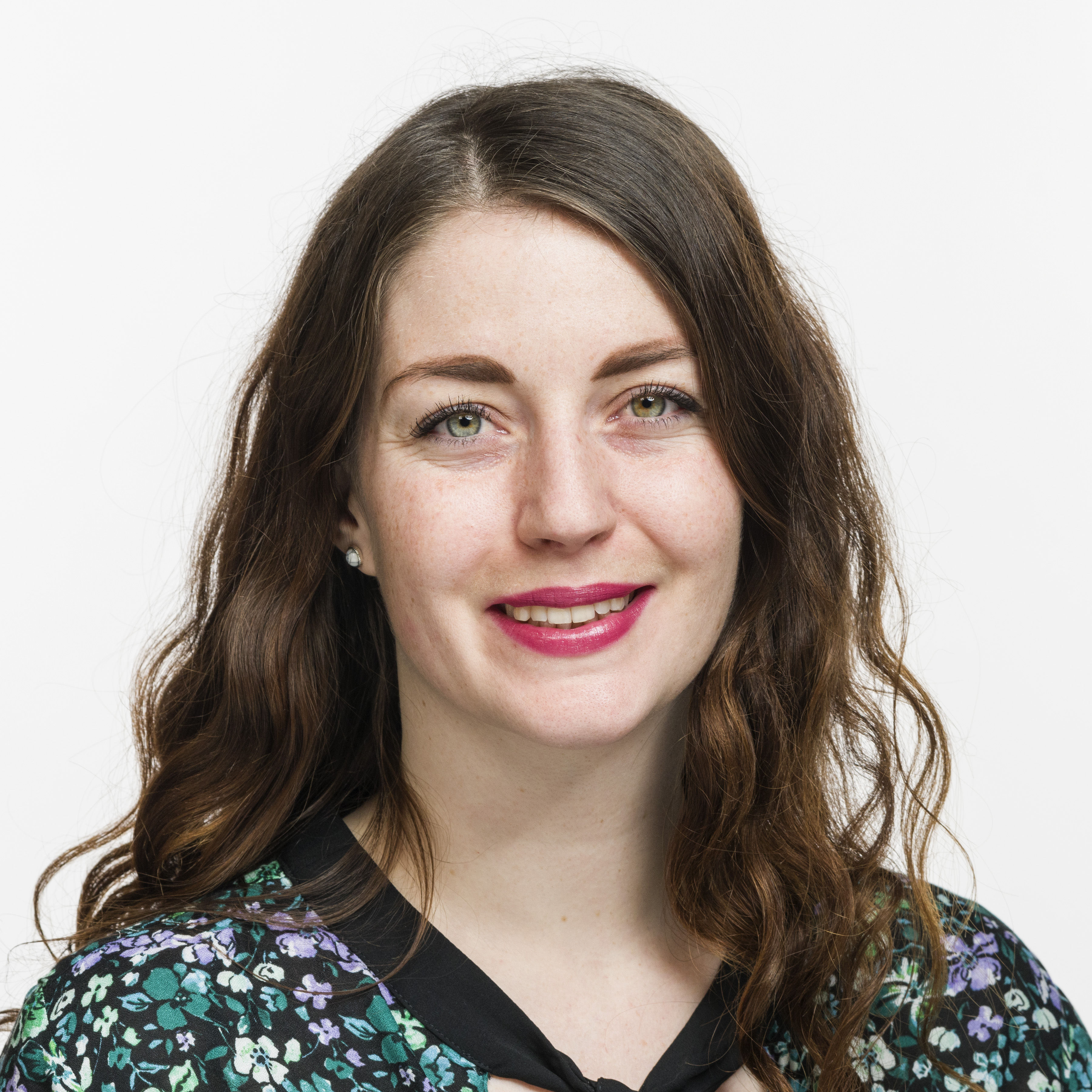
Léonore Porchet (2019)

Léonore Porchet (* 9. Juli 1989 in Châtel-Saint-Denis) ist eine Schweizer Politikerin (Grüne).

## Leben
Léonore Porchet ist im nördlichen Waadtland aufgewachsen. Sie studierte Kunstgeschichte an der Universität Lausanne und arbeitet in Lausanne in der Kommunikationsabteilung einer Design- und Kommunikationsagentur. Sie lebt in Lausanne.

## Politik
Léonore Porchet trat 2005 den Jungen Grünen bei. Sie war von 2010 bis 2012 Sekretärin und von 2014 bis 2017 Präsidentin der Grünen Lausanne. Von 2015 bis 2017 war sie Mitglied des Stadtrates (Legislative) von Lausanne. Seit 2017 ist sie Mitglied des Grossen Rates des Kantons Waadt, wo sie die Grünen in der Gesundheitskommission vertritt.
Bei den nationalen Parlamentswahlen vom 20. Oktober 2019 wurde Léonore Porchet für die Grünen in den Nationalrat gewählt.
Porchet war Stiftungsratspräsidentin der Stiftung Fondation Solidarité Logements pour les Étudiant‑e‑s. Sie ist Stiftungsrätin der Stiftung PROFA in Lausanne und Vorstandsmitglied des Vereins umverkehR .